# Chef de la République tchétchène
 (juillet 2025).
Si vous disposez d'ouvrages ou d'articles de référence ou si vous connaissez des sites web de qualité traitant du thème abordé ici, merci de compléter l'article en donnant les références utiles à sa vérifiabilité et en les liant à la section « Notes et références ».
Le chef de la République tchétchène, anciennement président de la République tchétchène, est le plus haut poste exécutif de Tchétchénie.
Ce poste a été créé en 1995 pendant la première guerre de Tchétchénie alors que la Russie cherchait à implanter un exécutif tchétchène qui lui soit favorable quelques mois après la prise de Grozny par ses troupes.
À l'issue de la seconde guerre de Tchétchénie, le poste a été recréé sous un nom différent avant de reprendre sa terminologie initiale en 2010.

## Éligibilité
Selon l'article 66 de la Constitution de la République tchétchène (en), un citoyen russe âgé d'au moins de trente ans peut être élu chef.
Le mandat est de sept ans, sans limite de mandats multiples (avant le référendum constitutionnel de 2007 (ru), le président était élu pour quatre ans, dans la limite de deux mandats).
Le chef n'est pas autorisé à être député du Parlement de la République tchétchène ni député d'un organe représentatif de l'autonomie locale.

## Titulature
- Président de la République tchétchène (5 mars 2003 - 2 septembre 2010)
- Chef de la République tchétchène (depuis 2 septembre 2010)

## Liste
| Portrait                               | Nom (naissance-décès)            | Début                            | Fin                              | Parti                            | Commentaires |
| Chef de la République tchétchène       | Chef de la République tchétchène | Chef de la République tchétchène | Chef de la République tchétchène | Chef de la République tchétchène | Chef de la République tchétchène |
| -------------------------------------- | -------------------------------- | -------------------------------- | -------------------------------- | -------------------------------- | --- |
|                                        | Dokou Zavgaïev (1940-)           | 1er novembre 1995                | 15 novembre 1996                 | Indépendant                      | Installé à ce poste par le Soviet suprême de Tchétchénie le 1er novembre 1995, il s'y maintient à la suite de l'élection du 17 décembre 1995 (ru) lors de laquelle il est l'unique candidat. La reprise de Grozny par les indépendantistes de la république tchétchène d'Itchkérie et la signature subséquente des accords de Khassaviourt en août 1996 achèvent de ruiner sa crédibilité et son autorité, déjà très faibles. |
| Présidents de la République tchétchène |                                  |                                  |                                  |                                  | |
|                                        | Akhmad Kadyrov (1951-2004)       | 5 octobre 2003                   | 9 mai 2004                       | Indépendant                      | Mufti de la république tchétchène d'Itchkérie de 1994 à 1999, il rallie les troupes fédérales russes à l'occasion de la seconde guerre de Tchétchénie. Le 12 juin 2000, le président russe Vladimir Poutine le nomme chef de l'administration (provisoire jusqu'au 19 janvier 2001) de la république tchétchène. Il reste à ce poste jusqu'au 5 octobre 2003, date de son élection (ru) comme président de la république. Il décède dans l'attentat du stade de Grozny alors qu'il assiste à un concert dans l'enceinte de ce dernier. |
|                                        | Sergueï Abramov (1972-)          | 9 mai 2004                       | 30 août 2004                     | Indépendant                      | Premier ministre de la république tchétchène de 2004 à 2005, il est président par intérim après le décès d'Akhmad Kadyrov dans un attentat à l'élection du 29 août 2004 (ru) puis voit Alou Alkhanov accéder à la présidence. D'ethnie russe, il est le premier et unique non-Tchétchène à avoir occupé le poste. |
|                                        | Alou Alkhanov (1957-)            | 5 octobre 2004                   | 15 février 2007                  | Indépendant                      | Ministre de l'Intérieur de la République tchétchène de 2003 à 2004. Unique président de la République tchétchène à avoir démissionné. |
|                                        | Ramzan Kadyrov (1976-)           | 15 février 2007                  | 5 avril 2011                     | Russie unie                      | Fils d'Akhmad Kadyrov. Premier ministre de la république tchétchène de 2005 à 2007, il accède au poste de président par intérim après la démission de son rival Alou Alkhanov le 15 février 2007. Âgé de 30 ans au moment de sa prise de fonction, il est la plus jeune personne à avoir accédé à ce poste. |
| Chef de la République tchétchène       |                                  |                                  |                                  |                                  | |
|                                        | Ramzan Kadyrov (1976-)           | 5 avril 2011                     | En fonction                      | Russie unie                      | À l'initiative du changement de l'intitulé du poste, de « président » en « chef », à l'été 2010, il prend la seconde titulature le 5 avril 2011. |